# Молдавский купон
Молда́вский купо́н (рум. cupon) — временная денежная единица Молдавии с 1992 по 1993 год.
Первые купоны были выпущены в обращение Национальным банком Молдавии 10 июня 1992 года. Они использовались в налично-денежном обороте параллельно с рублём в соотношении 1:1. С момента введения в обращение российского рубля 9 августа 1993 года Национальный банк Молдавии начал самостоятельно котировать купон по отношению к другим валютам. 29 ноября 1993 начался обмен купонов на молдавский лей по курсу 1000:1, который продолжался до 2 декабря.
Купоны выпускались номиналом 50, 200, 1000 и 5000. Монеты не выпускались.
На лицевой стороне изображён герб Молдавии, эмблема и название центрального банка, номинал, год выпуска и предупреждение о подделке, на оборотной — вид на Сорокскую крепость, номинал и эмблема НБМ. Водяной знак в виде геометрического орнамента из ромбов и ломаных линий по всему полю банкноты.
Серийные номера вида А.1234 123456.
| Изображение                                     | Изображение       | Номинал (купонов) | Размеры (мм) | Основные цвета                      | Даты   | Даты            | Даты           |
| Лицевая сторона                                 | Оборотная сторона | Номинал (купонов) | Размеры (мм) | Основные цвета                      | печати | выпуска         | изъятия        |
| ----------------------------------------------- | ----------------- | ----------------- | ------------ | ----------------------------------- | ------ | --------------- | -------------- |
|                                                 |                   | 50                | 120×58       | серый розовый                       | 1992   | 22 июля 1992    | 2 декабря 1993 |
|                                                 |                   | 200               | 120×58       | фиолетовый серый                    | 1992   | 10 июня 1992    | 2 декабря 1993 |
|                                                 |                   | 1000              | 143×58       | серый коричневый жёлтый             | 1993   | 16 марта 1993   | 2 декабря 1993 |
|                                                 |                   | 5000              | 143×58       | оранжевый коричневый светло-зелёный | 1993   | 8 сентября 1993 | 2 декабря 1993 |
| Масштаб изображений — 1,0 пикселя на миллиметр. |                   |                   |              |                                     |        |                 |                |